# سفارة النرويج في رومانيا
سفارة النرويج في رومانيا هي أرفع تمثيل دبلوماسي لدولة النرويج لدى رومانيا. تقع السفارة في بوخارست وهي تهدف لتعزيز المصالح النرويجية في رومانيا.

## وصلات خارجية
- قائمة سفارات النرويج
- قائمة السفارات في رومانيا